# Proechimys roberti
Proechimys roberti là một loài động vật có vú trong họ Echimyidae, bộ Gặm nhấm. Loài này được Thomas mô tả năm 1901.

## Hình ảnh

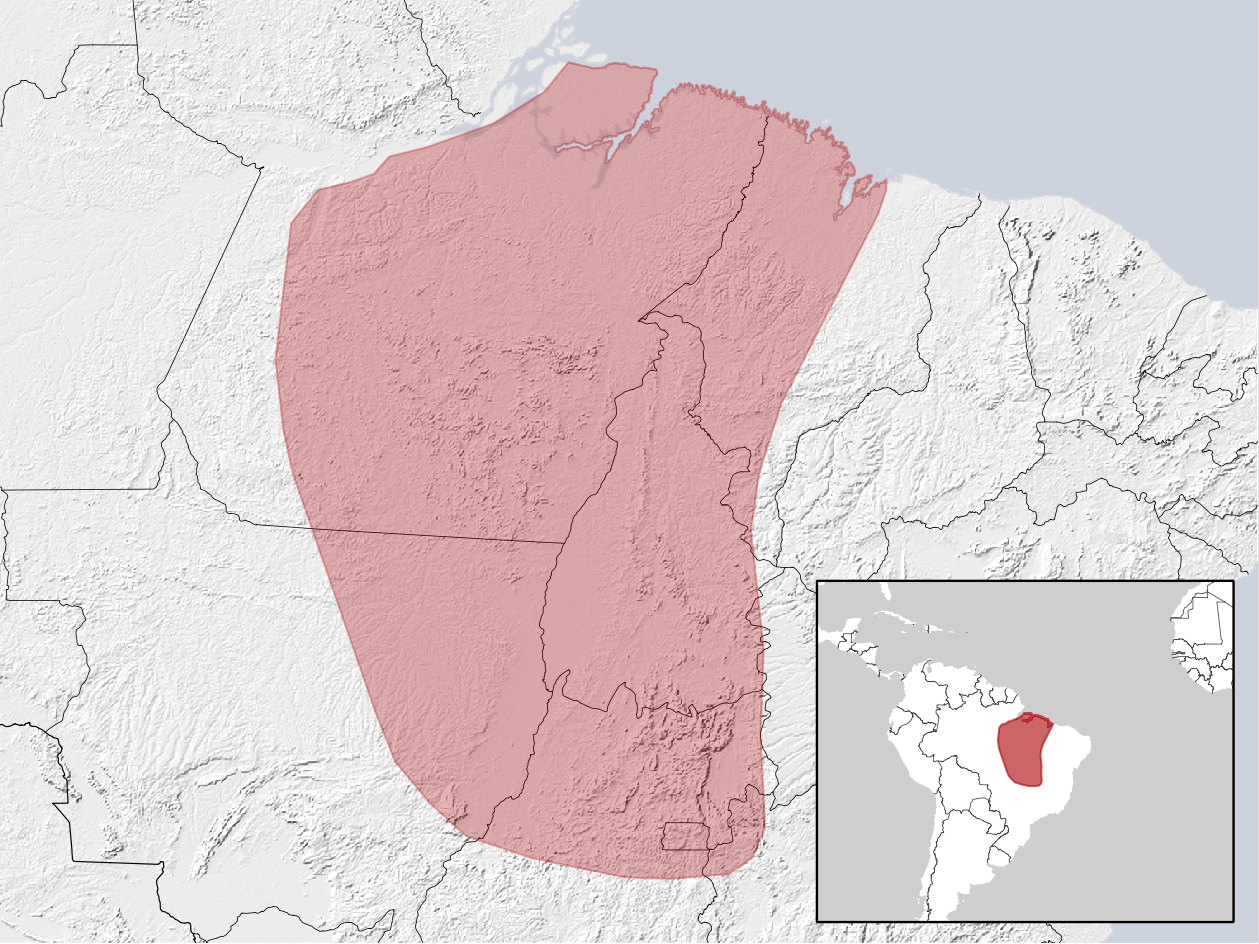